# 班卡
班卡（Banka），是印度比哈尔邦Banka县的一个城镇。总人口35416（2001年）。
《南海志》作棚加，《郑和航海图》作彭加山，《顺风相送》作彭家山，忙甲山，牛腿琴山，《海岛逸志》作蚊甲，《岛夷志略》，《瀛涯胜览》作彭家门，《东西洋考 作峡门，《西洋朝贡典录》作夹门大山

## 人口
该地2001年总人口35416人，其中男性19210人，女性16206人；0—6岁人口5597人，其中男2890人，女2707人；识字率55.39%，其中男性为62.14%，女性为47.40%。